# Paroikoi
Paroikoi è il termine che, in età ellenistica e in epoca romana andò a sostituire  la parola meteci per indicare i residenti stranieri della polis . Paroikoi è la  traslitterazione del greco πάροικοι, che significa vicini (al singolare πάροικος, "vicino"),  un termine la cui traccia si rinviene anche nel'etimologia della parola parrocchia. In Asia Minore le stesse figure erano designate  col termine katoikoi (κᾰ́τοικοι; al singolare: κᾰ́τοικος).
Più tardi, nell'ambito del sistema della pronoia vigente all'interno dell'impero bizantino, il termine paroikoi andò a indicare i cosiddetti contadini dipendenti ai quali, privi di proprietà terriera, lo Stato, o un signore, tramite affittanze, affidava la lavorazione dei propri possedimenti terrieri, in cambio di prestazioni, tasse e servizi.

## Caratteristiche
In origine, nel IV secolo, il termine indicava solo un dipendente fornitore di manodopera. In seguito identificò i contadini dei terreni di diretta proprietà dello stato (δηνοσιακοὶ πάροικοι - demosiakoi paroikoi) o quelli dei territori ceduti dallo stato a un signore (πάροικοι). Quest'ultimo sistema, secondo cui il terreno era affidato in amministrazione temporanea a personaggi potenti in cambio di servizi ricevuti, era detto pronoia e aveva una durata definita, di solito vitalizia, senza possibilità di alienazione del diritto né di trasmissione agli eredi (almeno fino al 1079). Nella situazione giuridica sancita dalla pronoia, i parokoi erano tenuti a pagare le tasse al pronoetes e non più allo stato. La condizione dei contadini era sostanzialmente simile in entrambi i casi: la dipendenza da un privato poteva essere una condizione migliore, o peggiore, a seconda delle condizioni individuali del signore. Analoghe differenze potevano pertanto esistere anche tra contadini dipendenti da signori diversi.
I paroikoi venivano distinti in varie categorie (zeugaratoi, voidatoi, aktèmônes o pèzoi) a seconda della loro ricchezza e quindi del carico fiscale che erano in grado di sostenere.

### Differenze con i servi della gleba
Questo sistema viene a volte accostato al feudalesimo del medioevo latino occidentale, sebbene vi siano evidenti differenze: il signore affidatario agisce in rapporto con il forte sistema di sovranità statale dell'impero bizantino, a cui fa invece da contraltare il diverso status giuridico, peraltro di tipo contrattuale, a cui sono improntati i rapporti tra suzerain e vassallo della feudalità occidentale. Diverso è anche il rapporto tra parokoi e potenti affidatari, non assimilabile alla servitù della gleba, difettandovi, in particolare, il giuramento di fedeltà. Inoltre, lo status di paroikos, almeno fino al 1079, non era ereditario.

### Ruolo deiparoikoinell'esercito bizantino
La pronoia ebbe un particolare sviluppo sotto la dinastia dei Comneni, quando l'istituto assunse un carattere militare che vincolava l'assegnatario delle terre a prestare personale servizio nell'esercito bizantino Questo sistema di coscrizione si sommava al reclutamento delle truppe mercenarie straniere, contribuendo a garantire l'ossatura della potenza militare bizantina. Si ritiene spesso che il signore, oltre agli obblighi personali, fosse tenuto a garantire la coscrizione di un certo numero di soldati, a seconda del valore dei beni ricevuti. Ostrogorsky, ad esempio, ha dedotto che i paroikoi fossero tenuti a seguire il loro signore (forse anche agli ordini diretti, in una sorta di «esercito privato») nelle campagne militari in cui egli era tenuto a prestare servizio in favore dell'impero. In funzione di questo obbligo, il carico delle tasse in capo ai parioikoi sarebbe stato attenuato. Tuttavia entrambe le deduzioni, basate su documentazione indiretta, potrebbero avere un debole fondamento. Questo potrebbe lasciare spazio all'ipotesi di un generico inquadramento di paroikoi nella fanteria imperiale, scollegato dall'obbligo del signore di garantire la coscrizione dei propri contadini dipendenti.